# Karolina (Ruda)
Karolina – kolonia wsi Ruda w Polsce położona w województwie lubelskim, w powiecie łukowskim, w gminie Serokomla. Leży na północny wschód od Rudy.
1 października 1931 z gminy Białobrzegi odłączono wieś Ruda Serokomelska (336 ha) i kolonię Katolina (169,68 ha), włączając je do gminy Serokomla.
W latach 1975–1998 miejscowość należała administracyjnie do województwa siedleckiego.